# Kiana (Alaska)
Kiana es una ciudad ubicada en el borough de Northwest Arctic en el estado estadounidense de Alaska. En el Censo de 2010 tenía una población de 361 habitantes y una densidad poblacional de 733,59 personas por km².

## Geografía
Kiana se encuentra en las coordenadas 66°58′30″N 160°25′22″O / 66.97500, -160.42278. Según la Oficina del Censo de los Estados Unidos, Kiana tiene una superficie total de 0.49 km², de la cual 0.49 km² corresponden a tierra firme y (0%) 0 km² es agua.

## Demografía
Según el censo de 2010, había 361 personas residiendo en Kiana. La densidad de población era de 733,59 hab./km². De los 361 habitantes, Kiana estaba compuesto por el 6.65% blancos, el 0.28% eran afroamericanos, el 90.3% eran amerindios, el 0% eran asiáticos, el 0% eran isleños del Pacífico, el 0% eran de otras razas y el 2.77% pertenecían a dos o más razas. Del total de la población el 0.28% eran hispanos o latinos de cualquier raza.

## Localidades adyacentes
El siguiente diagrama muestra a las localidades más próximas a Kiana.